# Raveena Aurora
Raveena Aurora (* 30. September 1993 in Massachusetts), bekannt als Raveena, ist eine amerikanische Sängerin und Songschreiberin.

## Kindheit
Raveena Aurora wurde am 30. September 1993 im US-Bundesstaat Massachusetts geboren. Sie wuchs in Stamford im Bundesstaat Connecticut auf und zog mit 17 Jahren in den Stadtteil Queens in New York City. Ihre Eltern sind Punjabis aus Indien. Sie gehören dem Sikhismus an und flohen im Jahr 1984 vor den Pogromen gegen die Sikhs in die USA. In diesen Pogromen wurde Raveenas Onkel mütterlicherseits getötet und das Geschäft der Familie niedergebrannt. Raveena lernte Panjabi als Muttersprache und kam über ihren musikbegeisterten Vater mit indischen Instrumenten wie dem Harmonium und der Tabla-Trommel in Kontakt. Als Kind schrieb sie Gedichte und im Alter von zwölf Jahren ihren ersten Song.

## Karriere

### 2012–2017: Erste Schritte in der Musikindustrie und Debüt-EPShanti
Im Dezember 2012 veröffentlichte Raveena als Independent-Künstlerin ihre Debütsingle Grey Eyes auf der Plattform YouTube. Am 19. Februar 2013 erschien ihre Debüt-EP Where We Wander. Raveena zog diese beiden Veröffentlichungen jedoch später wieder zurück.
Raveena studierte an der Tisch School of the Arts in New York City. Im Jahr 2015 begann sie die Zusammenarbeit mit Produzent Everett Orr, was zu den 2016 über SoundCloud veröffentlichten Singles You Give Me That, Johnny It's The Last Time und Something's Gotta Give führte. 2017 erschien schließlich ihre Debüt-EP Shanti. Der auf der EP erhaltene Song No Better wurde im Jahr 2020 Teil des Soundtracks zum romantischen Filmdrama All My Life. Weitere Bekanntheit erlangte der Song If Only, den Raveena in einem Video für die Musikplattform COLORS performte. Der Name ihrer im Juni 2018 angekündigten ersten Tour Woman is Holy ist ebenfalls eine Anlehnung an den Songtext von If Only.
Im Januar 2018 veröffentlichte Raveena den Song Wherever U Go als Bonustrack zur Shanti-EP. Im Verlauf des Jahres folgten die Singles I Won't Mind, Honey und Temptation. Das Video zu Temptation zeigt Raveena in romantischen Szenen mit dem kenianischen Model Giannina Oteto. Diese Veröffentlichungen sorgten dafür, dass Raveenas Bekanntheit kontinuierlich weiter anstieg, und so wurde sie im Sommer 2018 neben Künstlerinnen wie Lizzo, Awkwafina und Hayley Kiyoko Teil der Kampagne Say It Louder des Mode-Onlineshops ModCloth, die „starke weibliche Ikonen in der Musik“ hervorheben wollte.
2019–2020: Debütalbum Lucid und EP Moonstone
Im März 2019 trat Raveena als einer der Hauptacts neben der Band Toto und der Musikerin H.E.R. beim Java Jazz Festival in der indonesischen Hauptstadt Jakarta auf. Am 31. Mai 2019 erschien ihr Debütalbum Lucid, das von Empire Distribution vertrieben wird. Raveena bewarb das Album im Rahmen ihrer zweiten Konzerttour, der Lucid Tour. Lucid erhielt positive Kritiken, etwa vom US-amerikanischen öffentlich-rechtlichen Radiosender NPR, der das Album in seine Liste der „Besten Alben des Jahres 2019“ aufnahm. Am 9. Dezember 2019 trat Raveena im Rahmen der NPR-Konzertreihe Tiny Desk Concert auf.
2020 wurde bekannt, dass Raveena mit Moonstone Recordings LLC ein eigenes Independent-Label für ihre Musik gegründet hatte. Unter diesem Label erschien am 7. Februar 2020 ihre zweite EP Moonstone. Den Vertrieb übernahm erneut Empire Distributions. Eine Woche zuvor war bereits die Single-Auskopplung Headaches veröffentlicht worden
Am 5. Februar 2021 erschien der Song Tweety.

### 2022:Asha's Awakening
Im Jahr 2022 unterschrieb Raveena einen Vertra bei Warner Records. Dort veröffentlichte sie am 11. Februar 2022 ihr zweites Album Asha's Awakening. Das Konzeptalbum erzählt die Geschichte der von Raveena erdachten Punjabi-Weltraumprinzessin Asha, die eine Reise zur Erde antritt. Zuvor waren die beiden Singles Rush und Secret erschienen. Auf Letzterem ist der US-amerikanische Rapper Vince Staples zu hören. Das Album erhielt positive Kritiken, in denen unter anderem Raveenas musikalische Vielfalt und der Einfluss südasiatischer Musiktraditionen positiv hervorgehoben wurde. Das Magazin Rolling Stone listete Asha's Awakening auf Platz 84 seiner Liste der „100 besten Alben des Jahres 2022“.
Von April bis Mai 2022 promotete Raveena das Album auf ihrer gleichnamigen Konzerttour. Zudem war sie einer der Headliner beim Coachella Valley Music and Arts Festival und damit die erste Künstlerin indischer Abstammung, die bei diesem Festival auftrat. Es folgten weitere Auftritte bei Festivals außerhalb der USA.
2023 arbeitete sie mit dem britischen Musiker King Krule für den Song Seagirl auf dessen Album Space Heavy zusammen. Zudem nahm sie mit dem indischen Musiker Prateek Kuhad eine Duettversion seines Songs Bloom für dessen Album The Way That Lovers Do auf.

### 2024–2025:Where the Butterflies Go in the Rain
Am 8. Mai 2024 erschien Raveenas Single Pluto, gefolgt von der Single Lucky am 22. Mai 2024 und Junebug (mit dem Rapper JPEGMafia) am 5. Juni 2024. Das dazugehörige Album Where the Butterflies Go in the Rain erschien am 14. Juni 2024 wieder unter Empire Distribution und Moonstone Recordings LLC. Am 18. Juli 2024 veröffentliche Raveena ein Musikvideo zum Albumtrack 16 Candles. Im Oktober erschien auf YouTube der Kurzfilm Where the Butterflies Went, in dem Raveena mehrere Songs des Albums singt.
Im Oktober und November 2024 begleitete Raveena die Sängerin Tinashe bei den 23 Nordamerika-Konzerten ihrer Match My Freak: World Tour.
Am 14. Februar 2025 veröffentlichte Raveena den Song Sun Don't Leave Me und kündigte eine Deluxe Edition von Where the Butterflies Go in the Rain an, die am 28. Februar 2025 erschien.

## Diskografie

### Studioalben
Alben
- 2022: Asha's Awakening
- 2024: Where the Butterflies Go in the Rain (Wiederveröffentlichung 2025 als Deluxe Edition)

EPs
- 2017: Shanti
- 2020: Moonstone

Singles
- 2016: You Give Me That
- 2016: Johnny It's The Last Time
- 2017: Spell
- 2017: Sweet Time
- 2017: If Only
- 2018: I Won't Mind
- 2018: Honey
- 2018: Temptation
- 2019: Mama
- 2019: Stronger
- 2020: Headaches
- 2021: Tweety
- 2022: Rush
- 2022: Secret (feat. Vince Staples)
- 2024: Pluto
- 2024: Lucky
- 2024: Junebug (feat. JPEGMafia)
- 2025: Sun Don't Leave Me